# NGC 2221
NGC 2221 هو اصطدام مجري، يقع في كوكبة آلة الرسام. اكتشف في 4 ديسمبر 1834 . وقد اكتشفه جون هيرشل .

## روابط خارجية
- NGC 2221 على موقع ويكي سكاي: DSS2, SDSS, GALEX, IRAS, Hydrogen α, X-Ray, Astrophoto, Sky Map, Articles and images